# Johan Fredrik Wikström
Johan Fredrik Wikström, född 3 april 1779 i Stockholm, död där 19 maj 1865, var en svensk sångare och skådespelare. Han var 1812–20 gift med Charlotta Eriksson.
Wikström antogs som elev vid Kungliga Musikaliska Akademien 1794 och antogs till Kungliga Operans sångskola samma år. Han var skådespelare och sångare vid Kungliga Operan och Dramatiska Teatern 1800–23, men eftersom hans röst skadats under målbrottstiden ansågs han mindre lämplig som sångare. Då han hade goda kunskaper i musikteori antogs han 1806 till lärare vid teaterns elevskola, med vilken befattning han fortfor till 1810. År 1807 blev han kormästare vid Kungliga Operan, varifrån han 1847 avgick med pension. Han invaldes 1845 som ledamot av Kungliga Musikaliska Akademien. 

## Roller
| År   | Roll                           | Produktion                                  | Regi | Teater                  |
| ---- | ------------------------------ | ------------------------------------------- | ---- | ----------------------- |
| 1796 | Borgman, senare kallad Geronte | Musikvurmen                                 |      | Arsenalsteatern         |
| 1797 | Casper                         | Barberaren i Sevilla                        |      | Arsenalsteatern         |
| 1798 | Herpin                         | Rosen i Salenci                             |      | Arsenalsteatern         |
| 1799 | Gullberg                       | Förmyndaren eller Sommaröventyret på landet |      | Arsenalsteatern         |
| 1799 | Don Fadrique                   | Prinsessan af Zamora                        |      | Arsenalsteatern         |
| 1800 | Geronimo                       | Det hemliga äktenskapet                     |      | Arsenalsteatern         |
| 1801 | Skoputsaren                    | Claudine eller Skoputsaren                  |      | Arsenalsteatern         |
| 1802 | Raton                          | Gubben i Bergsbygden                        |      | Gustavianska operahuset |
| 1802 | Dolban                         | Morbrodern Dräng                            |      | Arsenalsteatern         |
| 1803 | Krathis                        | Anakreon på Samos                           |      | Gustavianska operahuset |
| 1803 | Daniel                         | Wattendragaren                              |      | Arsenalsteatern         |
| 1804 | Bryngel                        | Målaren och modellerna                      |      | Arsenalsteatern         |
| 1805 | En herde                       | Slottet Montenero                           |      | Gustavianska operahuset |
| 1811 | Timar                          | Aline, Drottning af Golconda                |      | Gustavianska operahuset |
| 1811 | Kusken                         | Det lyckliga trolleriet                     |      | Gustavianska operahuset |
| 1812 | Präst (Geni)                   | Trollflöjten                                |      | [ 1 ]                   |
| 1813 | Herr (sällskapet)              | Den Afbrutna Concerten                      |      | Gustavianska operahuset |
| 1813 | Vascos                         | Picaros och Diego                           |      | Gustavianska operahuset |
| 1815 | Alberti                        | Romeo och Juliette                          |      | Gustavianska operahuset |